# Пятница, 13-е — Часть 4: Последняя глава
«Пятница, 13-е — Часть 4: Последняя глава» (англ. Friday the 13th: The Final Chapter) — американский слэшер, четвёртый из серии фильмов о Джейсоне Вурхизе.
Как и предыдущий третий фильм, этот был задуман в качестве финала франшизы, но высокие кассовые сборы в итоге дали толчок дальнейшим сиквелам (хотя критика восприняла фильм довольно негативно).

## Сюжет
Сразу же после событий предыдущей серии Джейсона доставляют в местный морг, где маньяк вскоре приходит в себя и сбегает, убив доктора Акселя и медсестру Морган. Джейсон направляется домой, на Хрустальное озеро.
Тем временем, группа ребят — Пол, Сэм, Сара, Даг, Тед и Джимми — обосновалась по соседству с семейством Джарвисов. Сестра Триш и брат Томми выходят, чтобы поприветствовать шумную компанию, большая часть которых сразу же кладёт глаз на красавицу Триш. Затем, отправившись по делам в город, Джарвисы подбирают молодого человека по имени Роб — любителя природы и путешествий автостопом.
Когда ребята возвращаются домой, они нигде не могут найти свою мать, и Триш просит Роба помочь ей с поисками, а шумная компания по-соседству уже начинает редеть, когда Джейсон открывает охоту на молодых людей. Между тем, Роб рассказывает Триш, зачем он на самом деле приехал к Хрустальному озеру — его сестра Сандра Дайер (героиня второй части) погибла здесь от рук местного убийцы, и юноша приехал, чтобы отомстить. В это время Томми остаётся один дома и среди вещей Роба находит альбом со статьями о Джейсоне Вурхизе.
Джейсон убивает Роба, и Триш приходится спасаться бегством — она мчится домой, чтобы предупредить брата об опасности. Томми стрижёт себя налысо, становясь похожим на Джейсона, и отвлекает его, пока сестра нападает на маньяка с его мачете. Однако девушка промахивается, и с маньяка слетает его хоккейная маска. Томми подбирает мачете и вонзает его прямо в голову Вурхиза. Видя, что Джейсон всё ещё движется, мальчик теряет контроль над собой и начинает неоднократно вонзать лезвие в тело маньяка.

## Актёры и роли
- Кимберли Бэк — Триш Джарвис
- Кори Фельдман — Томми Джарвис
- Эрих Андерсон — Роб Дайер
- Тед Уайт — Джейсон Вурхиз
- Криспин Гловер — Джимми Мортимер
- Лоуренс Моносон — Тед Купер
- Камилла Мор — Тина Мур
- Кэри Мор — Терри Мур
- Барбара Ховард — Сара Паркингтон
- Питер Бартон — Дуг Белл
- Джуди Аронсон — Сэм Лейн
- Алан Хейс — Пол Гатри
- Джоан Фриман — Трейси Джарвис
- Брюс Малер — Аксель Бёрнс
- Лиза Фриман — Робби Морган

## Производство

### Сценарий
В первоначальной версии сценария в финале персонаж Кори Фельдмана должен был обезглавить Джейсона, но Тому Савини удалось «отстоять» голову главного «героя», обеспечив тем самым последующие продолжения. Также герой Эриха Андерсона Роб изначально должен был выжить вместе с Томми и Триш Джарвисами.

### Кастинг
Актриса Эми Стил из второй серии уговорила Питера Бартона сняться в этом фильме. Камилла Мор пробовалась на роль Саманты, но когда создатели узнали, что у неё есть сестра-близнец, им обеим тут же предложили роли Тины и Терри. Агент Бонни Хеллман предложил актрисе роль, однако сказал, что она без слов. Актриса всё равно согласилась.

### Съёмки
Режиссёр хотел, чтобы в начальных титрах маска Джейсона взорвалась на части, однако на эту работу было мало времени на стадии пост-продакшена, в результате чего от идеи отказались.
Съёмки проходили с октября 1983 года по январь 1984 года в Миннесоте и Калифорнии, США.
Актёр Тед Уайт, игравший Джейсона, отказывался общаться с другими актёрами на съёмочной площадке. По его мнению, это уменьшило бы их страх перед Джейсоном. Кроме этого, он отказался быть упомянутым в титрах, так как первоначально стыдился этой роли, а согласился сыграть её только за хорошие деньги.
Когда пришло время съёмок сцены смерти, актёр Питер Бартон начал колебаться, так как он получил сильные ожоги во время съёмок трюка в своём другом фильме, после чего ему пришлось сделать несколько пластических операций. Понимая опасения коллеги, Тед Уайт предложил расположить позади актёра мягкую прокладку в сцене в душе.
Во время съёмок, актриса Кимберли Бэк замечала, что за ней наблюдает какой-то мужчина, когда она выходит на пробежку в парке. Также её мучили странные телефонные звонки. Всё это прекратилось, когда съёмки фильма были закончены.
Сцена, в которой Саманта в исполнении актрисы Джуди Аронсон находилась на лодке на озере, снималась в конце зимы. Было очень холодно, и актриса постоянно жаловалась. Тед Уайт не выдержал и сказал режиссёру Джозефу Зито, что он покинет проект, если они не позволят актрисе выйти на берег и согреться.
Странный танец Джимбо на вечеринке — реальные эксцентричные движения актёра Криспина Гловера, когда он посещал ночные клубы. Во время съёмки он танцевал под песню «Back in Black» группы AC/DC, но при монтаже её заменили на «Love is a Lie» группы Lion.
По словам Теда Уайта, Кори Фельдман вёл себя недостойно и крайне вызывающе на съёмках картины. Сам Фельдман списывал своё поведение на пренебрежительное отношение к нему со стороны Джозефа Зито — с его слов, когда снимали финальную сцену, где Томми молотил Джейсона его же мачете (во время съёмки Фельдман бил мешки с песком), то он представлял, что молотит Зито.
Методом погружения, Лоуренс Моносон решил научиться курить дурь — его герой курит косячок, умирая.
Барбара Говард наняла дублёршу для съёмок сцен в душе.
После окончания съёмок своих сцен, Тед Уайт направился на съёмки следующей картины — «Человек со звезды» («Starman») Джона Карпентера. Огромное количество репортёров прибыло на съёмки, чтобы взять интервью у Джеффа Бриджеса, однако актёр был занят, и Карпентер предложил прессе поговорить с Тедом о его предыдущем фильме. Когда выяснилось, что он играл Джейсона в последней части, весь интерес был прикован только к Уайту. На следующий день все газеты пестрили статьями об актёре и следующей части сериала. В ту же ночь огромное количество поклонников сериала прибыло на площадку фильма Карпентера, чтобы поглазеть на нового Джейсона.

### Грим
Для работы над «Последней главой» в сериал вернулся Том Савини — оригинальный художник по спецэффектам первой «Пятницы».

### Музыка
Музыку к фильму вновь написал Гарри Манфредини. Также в фильме звучала песня «Love Is A Lie» в исполнении группы «Lion».

## Удалённые сцены

### Альтернативный финал
Другой вариант окончания появляется на «Deluxe Edition DVD» 2009 года. В этой версии зрителям показан сон, в котором Триш и Томми просыпаются на следующее утро под вой полицейских сирен. Триш просит Томми открыть дверь полицейским, а сама замечает, как с потолка капает вода. Девушка поднимается наверх. Она заходит в ванную, и видит тело своей матери, плавающей в кровавой воде. Триш вытаскивает мать из воды и видит, что глаза женщины открыты, а сама она не подаёт признаков жизни. В этот момент в дверях появляется Джейсон, готовый напасть на Триш. Далее девушка просыпается в больнице и видит в дверях палаты Томми.
Хотя такой финал придерживался традиции предыдущих трёх частей (последняя выжившая девушка в финале подвергается нападению Джейсона или Памелы, но затем обнаруживает, что это был сон), Джозеф Зито в аудиокомментариях к DVD пояснил, что этот финал противоречил идеи самого финала саги.

## Слоганы фильма[4]
- «Джейсон вернулся, и это — то, от чего вы будете кричать» (англ. Jason’s Back, and this is the one you’ve been screaming for)
- «Это — то, за что вы бы умерли…» (англ. This is the one you’ll be dying for…)
- «В апреле, в Пятницу 13-го, у Джейсона будет неудачный день…» (англ. Friday April 13th is Jason’s Unlucky Day)
- «Уже три раза вы испытывали страх, узнавали безумие, переживали ужас. Но это вызовет у вас вопль.» (англ. Three Times Before You Have Felt The Terror, Known The Madness, Lived The Horror. But This Is The One You’ve Been Screaming For)

## Релиз
Как и предыдущий фильм, картина была выпущена в прокат в пятницу, 13 числа, а точнее 13 апреля 1984 года на 1 594 кино-экранах.

### Кассовые сборы
В премьерные выходные картина стала лидером проката, собрав $11 183 148. Всего в США картина собрала $32 980 880 при бюджете $1,8, став самой кассовой частью сериала, как и в случае с сериалом «Кошмар на улице Вязов» — «Кошмар на улице Вязов 4: Повелитель сна» также является лидером по сборам среди других частей франшизы.

### Критика
В основном, картина получила негативные отзывы, собрав лишь 20 % на сайте Rotten Tomatoes.